# Ascidia tritonis
Ascidia tritonis är en sjöpungsart som beskrevs av William Abbott Herdman 1883. Ascidia tritonis ingår i släktet Ascidia och familjen Ascidiidae. Arten har ej påträffats i Sverige. Inga underarter finns listade i Catalogue of Life.